# Catalina Vasa (1539-1610)
Catalina Vasa (en sueco, Katarina Gustavsdotter Vasa; Estocolmo, 6 de junio de 1539-Berum, 21 de diciembre de 1610) fue una princesa sueca y condesa de Frisia Oriental como consorte de Edzardo II. Era hija del rey Gustavo I de Suecia y de su segunda esposa, Margarita Eriksdotter.

## Matrimonio y descendencia
Catalina se casó el 1 de octubre de 1559 en Estocolmo con Edzardo II de Frisia Oriental, un condado en el norte de Alemania. La pareja salió de Estocolmo en noviembre del mismo año, en camino hacia la patria del conde. En una parada en Vadstena, Cecilia, la hermana de Catalina, y Juan, el hermano de Edzardo, se vieron envueltos en un escándalo sexual que retrasó el viaje de los condes a  Alemania hasta 1561.
Tomó parte activa en los asuntos de gobierno de su marido. Cuando éste falleció en 1599, Catalina continuó ejerciendo el gobierno del condado hasta su propia muerte en 1610.
Tuvo diez hijos:
1. Margarita (1560-1588).
2. Ana (1562-1621).
3. Enno III (1563-1625), conde de Frisia Oriental. Fue un ancestro de la reina Victoria I del Reino Unido.
4. Juan III de Rietberg (1566-1625).
5. Cristóbal (1569-1636).
6. Edzard (1571-1572).
7. Isabel (1572-1573).
8. Sofía (1574-1630).
9. Carlos Otón (1577-1603).
10. María (1582-1616).